# Diocesi di Ippona Zarito
La diocesi di Ippona Zarito (in latino Dioecesis Hipponensis) è una sede soppressa e sede titolare della Chiesa cattolica.

## Storia
Ippona Zarito, corrispondente alla città di Biserta in Tunisia, è un'antica sede episcopale della provincia romana dell'Africa Proconsolare, suffraganea dell'arcidiocesi di Cartagine.
Sant'Agostino ebbe modo di predicare in diverse occasioni ad Ippona Zarito. Dai suoi testi e dai suoi scritti si conosce l'esistenza di almeno tre importanti chiese nella città: una basilica dedicata a san Quadrato, una dedicata a santa Margherita, e la basilica del vescovo Florentino.
Sono sette i vescovi documentati di Ippona Zarito. Il primo è Pietro che intervenne al concilio di Cartagine convocato il 1º settembre 256 da san Cipriano per discutere della questione relativa alla validità del battesimo amministrato dagli eretici, e figura al 72º posto nelle Sententiae episcoporum.
Agli inizi del V secolo la sede di Ippona Zarito era occupata dal vescovo Equizio, che fu condannato e deposto per reati non ben precisabili nei concili cartaginesi del 16 giugno e 13 settembre 401. Il caso di Equizio venne ripreso nel concilio del 16 giugno 404, per porre fine alle pretese di Equizio di mantenere i suoi diritti episcopali.
Alla conferenza di Cartagine del 411, che vide riuniti assieme i vescovi cattolici e donatisti dell'Africa romana, presero parte il cattolico Fiorenzo e il donatista Vittore. Fiorenzo fu accusato da Vittore di averlo ingiustamente fatto arrestare e incarcerare per tre anni. Fiorenzo è ancora menzionato in un'omelia di sant'Agostino in occasione dell'inaugurazione della basilica di Ippona Zarito che porta il suo nome, avvenuta poco dopo la conferenza. Il nome di Fiorenzo di Ippona Zarito appare infine tra i firmatari della ritrattazione del monaco Leporio, di tendenze pelagiane, datata maggio/luglio 418. Probabilmente Fiorenzo succedette al deposto Equizio il 13 settembre 401 e potrebbe essere identificato con l'omonimo vescovo menzionato negli anni 407, 408, 410 e 412, ma senza indicazione della sede episcopale di appartenenza. È molto probabile infine che Fiorenzo sia morto nel 419, come emergerebbe da un'omelia di sant'Agostino, che parla della depositio del vescovo di Ippona Zarito, senza farne il nome, il 17 aprile 419.
Quinto vescovo noto è Mariano, il cui nome si trova al 5º posto nella lista dei vescovi della Proconsolare convocati a Cartagine dal re vandalo Unerico nel 484; Mariano era esiliato in Corsica all'epoca della redazione di questa lista.
Dalmazio e Donato infine presero parte rispettivamente al concilio cartaginese del 525 e a quello antimonotelita del 646.
Dal XIX secolo Ippona Zarito è annoverata tra le sedi vescovili titolari della Chiesa cattolica; dal 14 ottobre 2004 il vescovo titolare è Manfred Grothe, già vescovo ausiliare di Paderborn.

## Cronotassi

### Vescovi residenti
- Pietro † (menzionato nel 256)
- Equizio † (? - circa 401 deposto)
- Fiorenzo † (13 settembre 401 - 17 aprile 419 deceduto)
  - Vittore † (prima del 408 - dopo il 411) (vescovo donatista)
- Mariano † (menzionato nel 484)
- Dalmazio † (menzionato nel 525)
- Donato † (menzionato nel 646)

### Vescovi titolari
- Jean-Joseph Tournier † (26 febbraio 1892 - 28 giugno 1924 deceduto)
- Jacques Leen, C.S.Sp. † (15 luglio 1925 - 16 aprile 1926 succeduto vescovo di Port-Louis)
- Etienne Fourcadier, S.I. † (18 febbraio 1928 - 2 maggio 1948 deceduto)
- Guglielmo Bosetti † (4 novembre 1951 - 29 marzo 1961 nominato vescovo di Fidenza)
- Antonio Giuseppe Angioni † (28 maggio 1962 - 6 luglio 1968 nominato vescovo di Pavia)
- Arturo  Horsthuis, A.A. † (7 novembre 1968 - 16 marzo 1971 dimesso)
- Albert Florent Augustin Decourtray † (27 maggio 1971 - 22 aprile 1974 nominato vescovo di Digione)
- Francisco Manuel Vieira † (12 dicembre 1974 - 15 marzo 1989 nominato vescovo di Osasco)
- Tadeusz Kondrusiewicz (10 maggio 1989 - 11 febbraio 2002 nominato arcivescovo della Madre di Dio a Mosca)
- Jose Paala Salazar, O.P. † (23 novembre 2002 - 29 maggio 2004 deceduto)
- Manfred Grothe, dal 14 ottobre 2004